# 羅特施托克山
46°26′07″N 8°00′07″E / 46.43528°N 8.00194°E
羅特施托克山（德語：Rotstock）是瑞士瓦萊州的山峰，位於該國南部，屬於伯尔尼山的一部分，海拔高度3,699米，每年平均降雨量2,221毫米。

## 外部連結
- Rotstock on Hikr （页面存档备份，存于）